# 夫夷水
夫夷水，又名罗江、夫夷江、夫夷河，是流经中国广西和湖南的一条河流。 它是资水的最大支流之一。夫夷河长352.6公里，流域面积为6,692平方公里。该河发源于广西桂林的猫儿山内。
在湖南，夫夷河的主要支流包括新寨河、冻江、双江、崀笏河、长湖水、水槽源河、陈家湾、大水江、罗涧河、培子源河、高桥河、大连江、三龙江、界福河、横江、江河、长龙江、香山江、慧竹江、白竹水、牛去江、响坝江、龙源小溪水和楼子水。

在广西，夫夷河的主要支流包括菜园里河、社岭河、大源河、龙溪河、石溪河、马家河、天门河、铜座河、咸水垌河、瓜里河、茶坪河和坪水底河。
该河经过的地方包括资源县、新宁县、邵阳县和城步苗族自治县。